# Ezéchiel du Mas

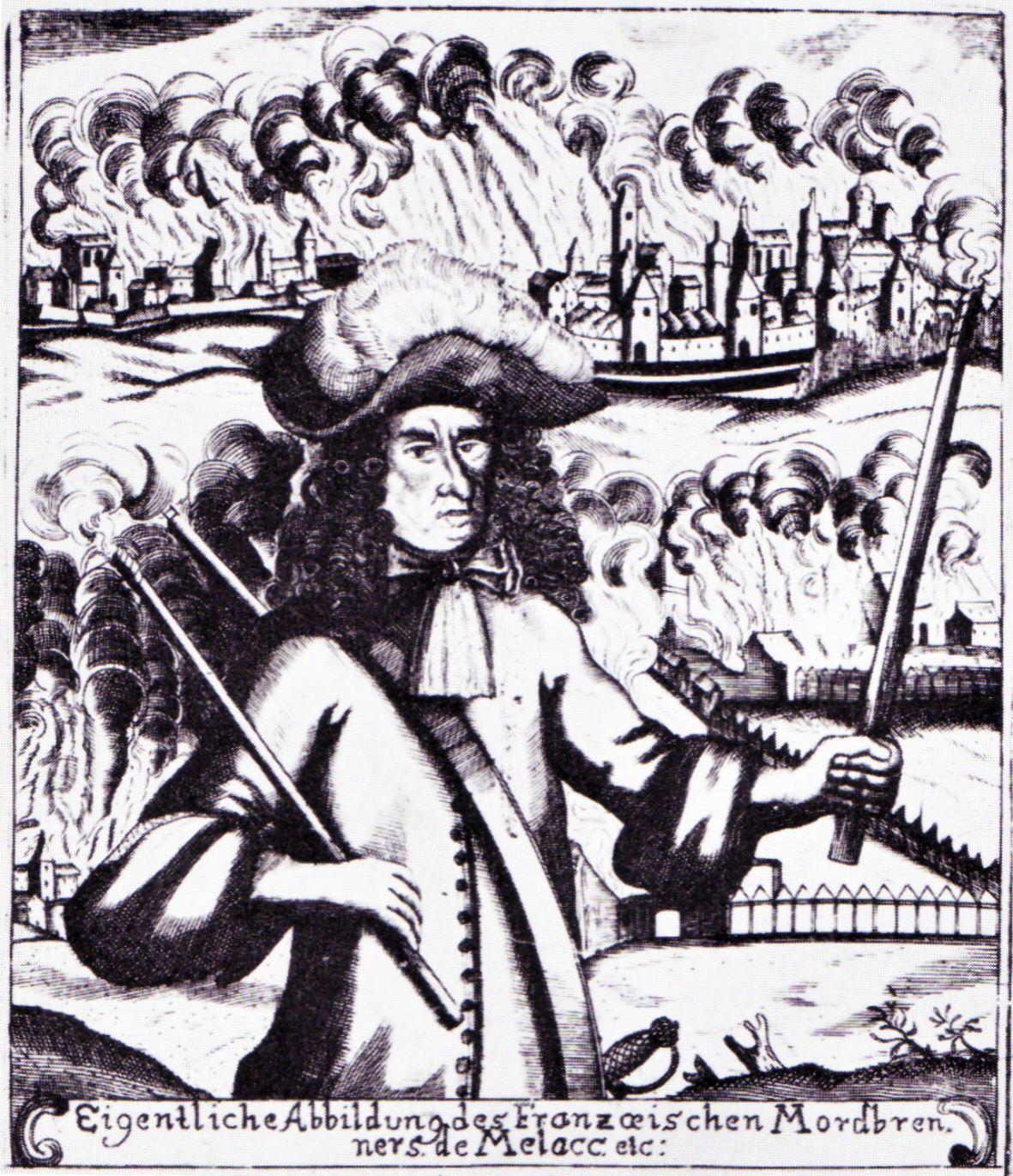
Generaal Mélac

Ezéchiel du Mas, comte de Mélac (geboren rond 1630, gestorven op 10 mei 1704) was een generaal in het Franse leger onder koning Lodewijk XIV en minister van oorlog Louvois.
In 1672 was Mélac actief in de Zuidelijke Nederlanden tijdens het begin van de Frans-Nederlandse Oorlog. Hij plunderde en verwoestte Sittard in 1677. Slechts 68 gebouwen en twee kloosters bleven gespaard.
Mélac werd berucht tijdens de Negenjarige Oorlog vanwege zijn genadeloze en wrede optreden in het zuidwestelijke deel van Duitsland (het Paltsgraafschap aan de Rijn, het markgraafschap Baden en het hertogdom Württemberg), dat ernstig had te lijden onder het bevel van Louvois: "brûlez le Palatinat!" ("verbrand de Palts!"). Het beleid van de Fransen was om de landen van de vijand te vernietigen in plaats van de militaire confrontatie te zoeken. 
Onder leiding van Mélac werden veel Duitse steden en dorpen in brand gestoken en werden de bestaansmiddelen van de bevolking vernietigd. In het huidige zuidwestelijke Duitsland werd Mélacs naam een synoniem voor "Mordbrenner" ("moordenaar en brandstichter"). Hij wordt door sommigen beschouwd als grondlegger van de Frans-Duitse erfvijandigheid, die uiteindelijk bijdroeg aan het ontstaan van de twee wereldoorlogen in de twintigste eeuw.